# Parafia Najświętszej Maryi Panny Matki Kościoła w Orchowcu
Parafia Najświętszej Maryi Panny Matki Kościoła w Orchowcu – parafia rzymskokatolicka, znajdująca się w archidiecezji lubelskiej, w dekanacie Krasnystaw – Zachód.
Według stanu na miesiąc październik 2016 liczba wiernych w parafii wynosiła 1106 osób.
W 1982 r. na mocy decyzji bpa B. Pylaka utworzono tu samodzielny ośrodek duszpasterski obejmujący miejscowości położone na pograniczu 3 parafii: Gorzkowa, Częstoborowic i Łopiennika. 20.03.1984 r. nastąpiła erekcja parafii pw. Maryi Matki Kościoła. W wyniku podziału dekanatu w 1987 r. par. włączono do dek. Krasnystaw-Zachód. Plebanię wzniesiono w latach 1981-83.

## Zasięg parafii
Do parafii należą wierni z następujących miejscowości: Felicjan, Gliniska, Izdebno, Nowiny, Orchowiec, Zygmuntów.